# Sol negro
Sol negro è una serie televisiva drammatica argentina trasmessa da América TV nel 2003.

## Trama
Ramiro Bustos, rampollo di buona famiglia, conduce una vita scapestrata. Insieme al suo migliore amico Teddy, in preda all'abuso di alcolici, ruba una macchina e subisce un incidente, in cui l'amico perde la vita.
L'ambiente familiare di Ramiro è problematico e la sua vita ha radici drammatiche fin dall'infanzia: sua madre Dolores si è suicidata molti anni prima e suo padre è morto da poco in un misterioso incidente; il rapporto con il fratello maggiore Pedro è complesso, in quanto quest'ultimo l'ha sempre colpevolizzato per il suicidio della mamma, inoltre Pedro ha sempre cercato di prendere il posto del padre mentre Ramiro sperperava il capitale familiare.
Per ereditare tutto il patrimonio, Pedro si allea con Sabrina, seconda moglie di suo padre nonché sua amante. I due cercano di far passare Ramiro per pazzo e lo fanno ricoverare in un ospedale psichiatrico con la complicità della corrotta dottoressa Gloria Glezer.
Le vicende narrate nella serie seguono il soggiorno di Ramiro nella clinica psichiatrica, tra le storie degli altri ospiti e i loschi traffici della direzione.

## Episodi
La sigla d'apertura utilizzata è Sol negro della band Bersuit Vergarabat.
| Stagione       | Episodi | Prima TV Argentina |
| -------------- | ------- | ------------------ |
| Prima stagione | 13      | 2003               |

## Personaggi e interpreti

### Pazienti
- Ramiro Bustos, interpretato da Rodrigo de la Serna. 
 Protagonista della serie. A 27 anni, conduce una vita di eccessi e trascorre le giornate a infrangere le regole. Gli viene diagnosticato un disturbo borderline di personalità, accompagnato da allucinazioni causate dalla morte dell'amico Teddy. Il fratello maggiore e la seconda moglie del padre tramano alle sue spalle per tagliarlo fuori dall'asse ereditario.
- Lito, interpretato da Carlos Belloso. 
 Psicotico con esplosioni aggressive, conduce la trasmissione radiofonica dell'ospedale, "Desbordados". Prima del ricovero, è stato un musicista rock.
- Laucha, interpretato da Diego Capusotto. 
 È un paranoico ossessionato dalla visita di sua sorella, che non avviene mai. Appassionato di calcio, ha un topo di nome Mimí.
- Renato "René" Duvier, interpretato da Fernando Peña. 
 Schizofrenico, pur essendo stato dimesso dal dottor Puentes, resta nascosto all'interno di un seminterrato della struttura, passeggiando di tanto in tanto per l'ospedale.
- Marito, interpretato da Nahuel Pérez Biscayart. 
 Adolescente molto amato da tutti gli altri pazienti, soprattutto da Lito. Viene trasferito dal padiglione per consentire l'inserimento di Ramiro.
- Juan "Japa", interpretato da Ariel Staltari. 
 Masturbatore compulsivo.
- Augusto, interpretato da Javier van de Couter. 
 Timido e introverso, si sente subito attratto da René, che lo aiuta a fare i conti con la sua omosessualità repressa.

### Personale dell'ospedale
- Dott.ssa Gloria Glezer, interpretata da Rita Cortese. 
 Primaria del reparto, inizialmente appare come una professionista affettuosa e attenta, ma nel corso della serie si scopre che è coinvolta in un giro di corruzione che riguarda l'industria farmaceutica ed è in combutta con i familiari di Ramiro che vogliono escluderlo dall'eredità facendolo dichiarare pazzo. È la principale antagonista della serie.
- Dott. Mariano Puentes, interpretato da Alejandro Urdapilleta. 
 Maniaco del lavoro, trascura totalmente la sua vita privata, dedicandosi totalmente ai pazienti del reparto. Ha dei trascorsi come alcolista e sembra essere sull'orlo di una ricaduta. Alleato di Ramiro nello smascherare il complotto contro di lui, sogna di aprire un centro culturale per pazienti neuropsichiatrici, poiché ha un approccio non ortodosso che spesso lo porta ad avere dei contrasti con la dott.ssa Glezer.
- Lara, interpretata da Julieta Ortega. 
 Infermiera del reparto, è molto giovane e di bell'aspetto. Pur frequentando il collega soprannominato "El negro", ha un'attrazione nei confronti di Ramiro. Idealista e ingenua, ignora la corruzione del suo ambiente di lavoro.
- "El negro" De Errico, interpretato da Pedro Segni. 
 È uno degli infermieri del reparto. Esattamente come la dott.ssa Glezer, all'inizio appare come un alleato dei pazienti, ma in realtà viene rivelato il suo coinvolgimento nei loschi traffici dell'ospedale e nel complotto ai danni di Ramiro.
- Rocío Fosatti, interpretata da Paula Robles. 
 Nipote del dottor Puentes, è una terapista occupazionale che allestisce nel reparto un laboratorio d'arte.
- Dott. Franco Iturralde, interpretato da Jean Pierre Noher. 
 Primario di un altro reparto, partecipa agli affari sporchi dei membri corrotti del personale.

### Altri personaggi
- Enrique Bustos, interpretato da Alejandro Awada. 
 È il padre di Ramiro e Pedro Bustos. Vedovo di Dolores, ha sposato in seconde nozze Sabrina. Ricco possidente, muore in un incidente a cavallo in una delle sue tenute.
- Dolores Bustos, interpretata da Cecilia Roth. 
 Madre di Ramiro e Pedro e prima moglie di Enrique Bustos. Tossicodipendente, si è suicidata per overdose quando i figli erano piccoli. Aveva un rapporto privilegiato con Ramiro, di cui Pedro è sempre stato geloso.
- Pedro Bustos, interpretato da Carlos Santamaría. 
 Fratello maggiore di Ramiro, lo manipola poiché geloso di lui e ha sempre cercato di prendere il posto del padre. Ha una relazione con Sabrina, seconda moglie del padre, con la quale ordisce un complotto ai danni del fratello per poter ereditare tutti i beni del padre.
- Sabrina de Bustos, interpretato da Carola Reyna. 
 Seconda moglie di Enrique e amante di Pedro, è complice del piano per estromettere Ramiro dall'asse ereditario.
- Don Antonio, interpretato da Martín Adjemián. 
 Custode di una delle tenute dei Bustos, dopo la morte di Dolores è stato molto vicino a Ramiro. Presente durante il misterioso incidente che costa la vita a Enrique, conosce tutta la verità al riguardo.
- Marcelo, interpretato da Vando Villamil. 
 Avvocato amico del dott. Puentes, aiuta Ramiro a tirarsi fuori dall'ospedale psichiatrico.
- Teddy, interpretato da Alejo Ortiz. 
 Migliore amico di Ramiro, muore durante un incidente stradale su una macchina rubata. Ramiro lo vede spesso sotto forma di apparizione che lo tormenta facendolo sentire in colpa per l'accaduto.
- Anita, interpretata da Carolina Siles. 
 È la figlia di Lito.
- Jerry, interpretato da Alejandro Fiore. 
 Paziente a capo di una banda nell'unità penale dell'ospedale psichiatrico.
- Riquelme, interpretato da Pasta Dioguardi. 
 Paziente dell'ospedale psichiatrico.
- Andrea Estévez, interpretata da Chunchuna Villafañe. 
 Zia di Sabrina, era l'avvocato di fiducia della famiglia e assiste Sabrina e Pedro contro Ramiro.
- Mimí, interpretata da Mariana Prommel. 
 È una prostituta che viene assunta da Ramiro per il compleanno di Laucha.
- Giornalista, interpretata da Érica Rivas.

## Colonna sonora
Per le musiche sono stati utilizzati una serie di brani, sia argentini che stranieri. Inoltre, Rita Cortese, Rodrigo de la Serna e Carlos Belloso hanno cantato personalmente alcuni pezzi per la serie.
Nella colonna sonora sono presenti, tra gli altri, brani di: Radiohead, Smashing Pumpkins, Pink Floyd, Nirvana, Brigitte Bardot, Manu Chao, Simon & Garfunkel e Soundgarden.

## Accoglienza
Prodotta da Ideas del Sur di Marcelo Tinelli, la serie cercava di emulare il successo ottenuto da altre due fiction della stessa casa di produzione, Okupas e Tumberos, tutte incentrate su problematiche di natura sociale: la prima riguardava l'impatto della crisi economica argentina, la seconda la vita dei detenuti in carcere.
In Sol negro, l'obiettivo principale era quello di gettare luce sulle condizioni degli ospedali neuropsichiatrici statali nella decadente sanità pubblica argentina. Pur contando su un cast di attori popolari, partì con un buon indice di ascolto, ma perse spettatori nel corso della messa in onda, chiudendo con una media d'ascolto scarsa.
Negli anni a venire, fu riconsiderata come serie di culto.

## Riconoscimenti
- 2003 - Premio Martín Fierro[5][6]
  - Miglior attore protagonista di miniserie o telefilm a Rodrigo de la Serna
  - Miglior attore non protagonista a Carlos Belloso
  - Candidatura per il miglior attore protagonista di miniserie o telefilm a Alejandro Urdapilleta
  - Candidatura per la migliore attrice non protagonista a Rita Cortese